# Nocona Hills
Pour la ville située dans le même comté, voir Nocona.
Nocona Hills est une census-designated place située dans le comté de Montague, dans l’État du Texas, aux États-Unis. Sa population s’élevait à 675 habitants lors du recensement de 2010.

## Source
- (en) Cet article est partiellement ou en totalité issu de l’article de Wikipédia en anglais intitulé « Nocona Hills, Texas » (voir la liste des auteurs).